# (8314) Tsuji
(8314) Tsuji est un astéroïde de la ceinture principale.

## Description
(8314) Tsuji est un astéroïde de la ceinture principale. Il fut découvert le 25 octobre 1997 à Kitami par Kin Endate et Kazuro Watanabe. Il présente une orbite caractérisée par un demi-grand axe de 3,18 UA, une excentricité de 0,13 et une inclinaison de 1,5° par rapport à l'écliptique.

## Compléments